# كريستوفر فالون
كريستوفر فالون (بالإنجليزية: Christopher Fallon)‏ هو سياسي أمريكي، ولد في 7 يونيو 1953. حزبياً، نشط في الحزب الديمقراطي. وقد انتخب عضو مجلس نواب ماساتشوستس.